# Kőtörőfűfajok listája
A kőtörőfű (Saxifraga) a kőtörőfű-virágúak (Saxifragales) rendjébe, ezen belül a kőtörőfűfélék (Saxifragaceae) családjába tartozó nemzetség.

## Rendszerezés

### Alnemzetségek és fajcsoportok
Az alábbi fajokat és hibrideket a következő alnemzetségekbe, fajcsoportokba és alfajcsoportokba sorolják be:
- Saxifraga subg. Hirculus (Haw.) Torr. & A.Gray (1840)
  - Saxifraga sect. Aretiaria Sternb. (1831)
  - Saxifraga sect. Ciliatae Haw. (1803)
    - Saxifraga subsect. Cinerascentae
    - Saxifraga subsect. Gemmiparae Engl. & Irmsch.
    - Saxifraga subsect. Hirculoideae Engl. & Irmsch.
    - Saxifraga subsect. Rosulares (Gornall) Zhmylev (1997)
    - Saxifraga subsect. Serpyllifoliae Gornall

  - Saxifraga sect. Trachyphyllum (Gaudin) W.D.J.Koch (1836)
- Saxifraga subg. Saxifraga
  - Saxifraga sect. Cotylea Tausch (1823)
  - Saxifraga sect. Cymbalaria Griseb. (1843)
  - Saxifraga sect. Gymnopera D.Don (1822)
  - Saxifraga sect. Heterisia (Raf. ex Small) A.M.Johnson (1923)
  - Saxifraga sect. Irregulares Haw. (1803)
    - Saxifraga subsect. Rufescentes (J.T.Pan) Zhmylev
    - Saxifraga subsect. Stoloniferae (J.T.Pan) Zhmylev (1997)

  - Saxifraga sect. Ligulatae Haw. (1803)
  - Saxifraga sect. Mesogyne Sternb. (1831)
  - Saxifraga sect. Odontophyllae Gornall (1987)
  - Saxifraga sect. Porphyrion Tausch (1823)
    - Saxifraga subsect. Engleria (Sünd.) Gornall (1987)
    - Saxifraga subsect. Florulentae (Engl. & Irmsch.) Gornall
    - Saxifraga subsect. Mutatae (Engl. & Irmsch.) Gornall
    - Saxifraga subsect. Oppositifoliae Hayek
    - Saxifraga subsect. Porophyllum (Gaudin)
    - Saxifraga subsect. Squarrosae (Engl. & Irmsch.) Gornall (1987)

  - Saxifraga sect. Saxifraga
    - Saxifraga subect. Holophyllae (Engl.) Engl. & Irmsch. in Engl.
    - Saxifraga subsect. Saxifraga
    - Saxifraga subect. Tridactylites (Haw.) Gornall
    - Saxifraga subsect. Triplinervium (Gaudin) Gornall

### Fajok és hibridek
A nemzetségbe az alábbi 466 faj és 87 természetes hibrid tartozik:
- Saxifraga acerifolia Wakab. & Satomi
- hegyi kőtörőfű (Saxifraga adscendens) L.
- Saxifraga afghanica Aitch. & Hemsl.
- pillás kőtörőfű (Saxifraga aizoides) L.
- Saxifraga × akinfievii Galushko & Kudrjasch.
- Saxifraga alberti Regel & Schmalh.
- Saxifraga × alejandrei P.Vargas
- Saxifraga aleutica Hultén
- Saxifraga × alloysii-villarii T.E.Díaz, Fern.Areces & Pérez Carro
- Saxifraga alpigena Harry Sm.
- Saxifraga anadyrensis Losinsk.
- Saxifraga andersonii Engl.
- gombafűlevelű kőtörőfű (Saxifraga androsaceae) L.
- Saxifraga angustata Harry Sm.
- Saxifraga anisophylla Harry Sm.
- Saxifraga aphylla Sternb.
- Saxifraga aquatica Lapeyr.
- Saxifraga arachnoidea Sternb.
- Saxifraga × aragonensis H.J.Coste & Soulié
- Saxifraga aretioides Lapeyr.
- Saxifraga × arguellesii Carlón, J.M.González, M.Laínz, Moreno Mor., Rodr.Berd. & Ó.S
- Saxifraga aristulata Hook.f. & Thomson
- Saxifraga × arizagae Alejandre, Arizal. & Benito
- Saxifraga artvinensis V.A.Matthews
- Saxifraga aspera L.
- Saxifraga assamensis Wadhwa
- Saxifraga atuntsiensis W.W.Sm.
- Saxifraga aurantiaca Franch.
- Saxifraga auriculata Engl. & Irmsch.
- Saxifraga babiana T.E.Díaz & Fern.Prieto
- Saxifraga baimashanensis C.Y.Wu
- Saxifraga balfourii Engl. & Irmsch.
- Saxifraga banmaensis J.T.Pan
- Saxifraga × baregensis Rouy & E.G.Camus
- Saxifraga benzilanensis H.Chuang
- Saxifraga bergenioides C.Marquand
- Saxifraga berica (Bég.) D.A.Webb
- Saxifraga × bertolonii Sünd.
- Saxifraga bicuspidata Hook.f.
- Saxifraga biflora All.
- Saxifraga bijiangensis H.Chuang
- Saxifraga biternata Boiss.
- Saxifraga × blatii Mateo, Fabado & C.Torres
- Saxifraga blavii (Engl.) Beck
- Saxifraga × blyttii Engl. & Irmsch.
- Saxifraga × borderi Rouy & E.G.Camus
- Saxifraga boreo-olympica Halda
- Saxifraga bourgaeana Boiss. & Reut.
- Saxifraga boussingaultii Brongn.
- Saxifraga brachyphylla Franch.
- Saxifraga brachypoda D.Don
- Saxifraga brachypodoidea J.T.Pan
- Saxifraga bracteata D.Don
- Saxifraga brevicaulis Harry Sm.
- Saxifraga bronchialis L.
- Saxifraga brunneopunctata Harry Sm.
- Saxifraga brunonis Ser.
- Saxifraga bryoides L.
- gumós kőtörőfű (Saxifraga bulbifera) L.
- Saxifraga bulleyana Engl. & Irmsch.
- Saxifraga burmensis Harry Sm. ex Wadhwa
- Saxifraga burseriana L.
- Saxifraga cacuminum Harry Sm.
- Saxifraga × cadevallii Luizet & Soulié
- Saxifraga caesia L.
- Saxifraga callosa Sm.
- Saxifraga calopetala Harry Sm.
- Saxifraga × camboana Font Quer
- Saxifraga camposii Boiss. & Reut.
- Saxifraga canaliculata Boiss. & Reut. ex Engl.
- Saxifraga candelabrum Franch.
- Saxifraga × capitata Lapeyr.
- Saxifraga caprariae Mannocci, Ferretti, Mazzoncini & Viciani
- Saxifraga cardiophylla Franch.
- Saxifraga carinata Oett.
- Saxifraga carnosula Mattf.
- kárpáti kőtörőfű (Saxifraga carpatica) Sternb.
- Saxifraga carpetana Boiss. & Reut.
- Saxifraga caspica Sliplivinsky
- Saxifraga caucasica Sommier & Levier
- Saxifraga caveana W.W.Sm.
- Saxifraga cebennensis Rouy & E.G.Camus
- Saxifraga × celtiberica Fuente, Sánchez Mata & G.Navarro
- Saxifraga cernua L.
- Saxifraga cespitosa L.
- Saxifraga chadwellii Wadhwa
- Saxifraga champutungensis H.Chuang
- Saxifraga cherlerioides D.Don
- Saxifraga chionophila Franch.
- Saxifraga chrysantha A.Gray
- Saxifraga chrysanthoides Engl. & Irmsch.
- Saxifraga chumbiensis Engl. & Irmsch.
- Saxifraga × churchillii Huter
- Saxifraga ciliatopetala (Engl. & Irmsch.) J.T.Pan
- Saxifraga cinerascens Engl. & Irmsch.
- Saxifraga cinerea Harry Sm.
- Saxifraga cintrana Kuzinsky ex Willk.
- Saxifraga clivorum Harry Sm.
- Saxifraga coarctata W.W.Sm.
- Saxifraga × cochleariifolia Schrad. ex Kunze
- Saxifraga cochlearis Rchb.
- Saxifraga columnaris Schmalh. ex Akinf.
- Saxifraga × columpoda Holubec
- Saxifraga congestiflora Engl. & Irmsch.
- Saxifraga conifera Coss. & Durieu
- Saxifraga × conradiae J.Prudhomme
- Saxifraga consanguinea W.W.Sm.
- Saxifraga contrarea Harry Sm.
- Saxifraga cordigera Hook.f. & Thomson
- Saxifraga corsica (Ser.) Gren. & Godr.
- Saxifraga cortusifolia Siebold & Zucc.
- Saxifraga × costei Luizet & Soulié
- sudár kőtörőfű (Saxifraga cotyledon) L.
- Saxifraga × crawfordii E.S.Marshall
- Saxifraga crustata Vest
- Saxifraga culcitosa Mattf.
- Saxifraga cuneata Willd.
- éklevelű kőtörőfű (Saxifraga cuneifolia) L.
- Saxifraga cymbalaria L.
- Saxifraga dahaiensis H.Chuang
- Saxifraga daochengensis J.T.Pan
- Saxifraga daqiaoensis F.G.Wang & F.W.Xing
- Saxifraga × darrieuxii Luizet & Soulié
- Saxifraga × davidis-webbii P.Vargas
- Saxifraga debilis Engelm. ex A.Gray
- Saxifraga decora Harry Sm.
- Saxifraga decussata J.Anthony
- Saxifraga × degeniana Hand.-Mazz. & J.Wagner
- Saxifraga demnatensis Coss. ex Engl. & Irmscher
- Saxifraga densifoliata Engl. & Irmsch.
- Saxifraga depressa Sternb.
- Saxifraga deqenensis C.Y.Wu
- Saxifraga × desetangsii Luizet & Soulié
- Saxifraga dianxibeiensis J.T.Pan
- Saxifraga diapensia Harry Sm.
- Saxifraga diapensioides Bellardi
- Saxifraga dichotoma Willd.
- Saxifraga dielsiana Engl. & Irmsch.
- Saxifraga diffusicallosa C.Y.Wu
- Saxifraga dingqingensis J.T.Pan
- Saxifraga dinnikii Schmalh. ex Akinf.
- Saxifraga × dinninaris Holubec
- Saxifraga diversifolia Wall. ex Ser.
- Saxifraga dongchuanensis H.Chuang
- Saxifraga dongwanensis H.Chuang
- Saxifraga doyalana Harry Sm.
- Saxifraga drabiformis Franch.
- Saxifraga draboides C.Y.Wu
- Saxifraga dshagalensis Engl.
- Saxifraga eglandulosa Engl.
- Saxifraga egregia Engl.
- Saxifraga egregioides J.T.Pan
- Saxifraga elatinoides Hand.-Mazz.
- Saxifraga elliotii Harry Sm.
- Saxifraga elliptica Engl. & Irmsch.
- Saxifraga embergeri Maire
- Saxifraga engleriana Harry Sm.
- Saxifraga epiphylla Gornall & H.Ohba
- Saxifraga erectisepala J.T.Pan
- Saxifraga erinacea Harry Sm.
- Saxifraga erioblasta Boiss. & Reut.
- Saxifraga eschholzii Sternb.
- Saxifraga exarata Vill.
- Saxifraga excellens Harry Sm.
- Saxifraga facchinii W.D.J.Koch
- Saxifraga × farreri Druce ex Farrer
- Saxifraga × faucicola T.E.Díaz, Fern.Areces & Pérez Carro
- balkáni kőtörőfű (Saxifraga federici-augusti) Biasol.
- Saxifraga felineri P.Vargas
- Saxifraga ferdinandi-coburgi Kellerer & Sünd.
- Saxifraga filicaulis Wall. ex Ser.
- Saxifraga filifolia J.Anthony
- Saxifraga finitima W.W.Sm.
- Saxifraga flaccida J.T.Pan
- Saxifraga flagellaris Willd.
- Saxifraga flavida Harry Sm.
- Saxifraga flexilis W.W.Sm.
- Saxifraga florulenta Moretti
- Saxifraga × fontqueri Pau
- Saxifraga × forojulensis Sünd.
- Saxifraga forrestii Engl. & Irmsch.
- Saxifraga × forsteri Stein
- Saxifraga fortunei Hook.
- Saxifraga fragilis Schrank
- Saxifraga fragosoi Sennen
- Saxifraga ganeshii H.Ohba & S.Akiyama
- Saxifraga × gaudinii Brügger
- Saxifraga gedangensis J.T.Pan
- Saxifraga gemmigera Engl. ex Diels
- Saxifraga gemmipara Franch.
- Saxifraga gemmulosa Boiss.
- Saxifraga genesiana P.Vargas
- Saxifraga × gentyana Bouchard
- Saxifraga georgei J.Anthony
- Saxifraga geranioides L.
- Saxifraga × geum L.
- Saxifraga giraldiana Engl.
- Saxifraga glabella Bertol.
- Saxifraga glabricaulis Harry Sm.
- Saxifraga glacialis Harry Sm.
- Saxifraga glaucophylla Franch.
- Saxifraga globulifera Desf.
- Saxifraga gonggashanensis J.T.Pan
- Saxifraga gongshanensis T.C.Ku
- bibircses kőtörőfű (Saxifraga granulata) L. - típusfaj
- Saxifraga granulifera Harry Sm.
- Saxifraga × guadarramica Fern.Casas
- Saxifraga gyalana C.Marquand & Airy Shaw
- Saxifraga habaensis C.Y.Wu ex H.Chuang
- Saxifraga haenseleri Boiss. & Reut.
- Saxifraga hakkariensis Firat
- Saxifraga haplophylloides Franch.
- Saxifraga harae H.Ohba & Wakab.
- Saxifraga hariotii Luizet & Soulié
- Saxifraga harry-smithii Wadhwa
- Saxifraga × hausmannii A.Kern.
- Saxifraga × haussknechtii Stein
- Saxifraga hederacea L.
- Saxifraga hederifolia Hochst. ex A.Rich.
- Saxifraga heleonastes Harry Sm.
- Saxifraga hemisphaerica Hook.f. & Thomson
- Saxifraga hengduanensis H.Chuang
- Saxifraga × hetenbeliana Bürgel
- Saxifraga heteroclada Harry Sm.
- Saxifraga heterocladoides J.T.Pan
- Saxifraga heterotricha C.Marquand & Airy Shaw
- Saxifraga hirculoides Decne.
- mocsári kőtörőfű (Saxifraga hirculus) L.
- Saxifraga hirsuta L.
- Saxifraga hispidula D.Don
- Saxifraga hohenwartii Vest ex Sternb.
- Saxifraga hookeri Engl. & Irmsch.
- Saxifraga hostii Tausch
- Saxifraga hyperborea R.Br.
- Saxifraga hypericoides Franch.
- Saxifraga hypnoides L.
- Saxifraga hypostoma Harry Sm.
- Saxifraga imparilis Balf.f.
- Saxifraga implicans Harry Sm.
- Saxifraga inconspicua W.W.Sm.
- Saxifraga insolens Irmsch.
- Saxifraga intricata Lapeyr.
- Saxifraga iranica Bornm.
- Saxifraga irrigua M.Bieb.
- Saxifraga isophylla Harry Sm.
- Saxifraga italica D.A.Webb
- Saxifraga jacquemontiana Decne.
- Saxifraga jainzhuglaensis J.T.Pan
- Saxifraga jaljalensis H.Ohba & S.Akiyama
- Saxifraga jamalensis Zhmylev & Razzh.
- Saxifraga jarmilae Halda
- Saxifraga jingdongensis H.Chuang
- Saxifraga josephi Engl.
- Saxifraga × jouffroyi Rouy
- Saxifraga juniperifolia Adams
- Saxifraga jurtzevii Zhmylev
- Saxifraga × karacardica Bürgel
- Saxifraga karadzicensis (Degen & Koanin) Bürgel
- Saxifraga kashmeriana U.Dhar & Kachroo
- Saxifraga kegangii D.G.Zhang, Ying Meng & M.H.Zhang
- Saxifraga khiakhensis Holubec & Krivka
- Saxifraga kinchingingae Engl.
- Saxifraga kingiana Engl. & Irmsch.
- Saxifraga × kochii Hornung
- Saxifraga koelzii Schönb.-Tem.
- Saxifraga kongboensis Harry Sm.
- Saxifraga korshinskyi Kom.
- Saxifraga kotschyi Boiss.
- Saxifraga kumaunensis Engl.
- Saxifraga kwangsiensis Chun & F.C.How ex C.Z.Gao & G.Z.Li
- Saxifraga lactea Turcz.
- Saxifraga × lainzii P.Vargas
- Saxifraga latepetiolata Willk.
- Saxifraga latiflora Hook.f. & Thomson
- Saxifraga × lecomtei Luizet & Soulié
- Saxifraga lepida Harry Sm.
- Saxifraga × lhommei H.J.Coste & Soulié
- Saxifraga × lhostei Bouchard
- Saxifraga likiangensis Franch.
- Saxifraga lilacina Duthie
- Saxifraga linearifoiia Engl. & Irmsch.
- Saxifraga litangensis Engl.
- Saxifraga lixianensis T.C.Ku
- Saxifraga llonakhensis W.W.Sm.
- Saxifraga longifolia Lapeyr.
- Saxifraga loripes J.Anthony
- Saxifraga losae Sennen
- Saxifraga lowndesii Harry Sm.
- Saxifraga ludingensis J.T.Pan
- Saxifraga ludlowii Harry Sm.
- Saxifraga luizetiana Emb. & Maire
- Saxifraga × luizetii Sennen
- Saxifraga luoxiaoensis W.B.Liao, L.Wang & X.J.Zhang
- Saxifraga lushuiensis H.Chuang
- Saxifraga × luteopurpurea Lapeyr.
- sárgászöld kőtörőfű (Saxifraga luteoviridis) Schott & Kotschy
- Saxifraga lychnitis Hook.f. & Thomson
- Saxifraga macrocalyx Tolm.
- Saxifraga macrostigmatoides Engl.
- Saxifraga maderensis D.Don
- Saxifraga magellanica Poir.
- Saxifraga maireana Luizet
- Rochel-kőtörőfű (Saxifraga marginata) Sternb.
- Saxifraga × martyi Luizet & Soulié
- Saxifraga × mattfeldii Engl.
- Saxifraga maweana Baker
- Saxifraga maxionggouensis J.T.Pan
- Saxifraga mazanderanica Rech.f.
- Saxifraga media Gouan
- Saxifraga medogensis J.T.Pan
- Saxifraga meeboldii Engl. & Irmsch.
- Saxifraga megacordia C.Y.Wu ex H.Chuang
- Saxifraga × melzeri Köckinger
- Saxifraga mengtzeana Engl. & Irmsch.
- Saxifraga mertensiana Bong.
- Saxifraga micans Harry Sm.
- Saxifraga microcephala A.P.Khokhr. & Kuvaev
- Saxifraga microgyna Engl. & Irmsch.
- Saxifraga microphylla Schleich.
- Saxifraga microviridis H.Hara
- Saxifraga minutifoliosa C.Y.Wu ex H.Chuang
- Saxifraga minutissima D.S.Rawat
- Saxifraga mira Harry Sm.
- Saxifraga miralana Harry Sm.
- Saxifraga × miscellanea Luizet & Soulié
- Saxifraga monantha Harry Sm.
- Saxifraga moncayensis D.A.Webb
- Saxifraga montanella Harry Sm.
- Saxifraga montis-christi Mannocci, Ferretti, Mazzoncini & Viciani
- Saxifraga × montserratii T.E.Díaz, Fern.Areces & Pérez Carro
- Saxifraga moorcroftiana (Ser.) Wall. ex Sternb.
- pézsmaillatú kőtörőfű (Saxifraga moschata) Wulfen
- Saxifraga mucronulata Royle
- Saxifraga mucronulatoides J.T.Pan
- Saxifraga × muretii Rambert
- Saxifraga muscoides All.
- Saxifraga mutata L.
- Saxifraga nakaoi Kitam.
- Saxifraga nakaoides J.T.Pan
- Saxifraga nambulana Harry Sm.
- Saxifraga namdoensis Harry Sm.
- Saxifraga nana Engl.
- Saxifraga nanella Engl. & Irmsch.
- Saxifraga nanelloides C.Y.Wu
- Saxifraga nangqenica J.T.Pan
- Saxifraga nangxianensis J.T.Pan
- Saxifraga nathorstii (Dusén) Hayek
- Saxifraga nayarii Wadhwa
- Saxifraga neopropagulifera H.Hara
- Saxifraga nevadensis Boiss.
- Saxifraga nigroglandulifera N.P.Balakr.
- Saxifraga nigroglandulosa Engl. & Irmsch.
- Saxifraga nipponica Makino
- Saxifraga nishidae Miyabe & Kudô
- Saxifraga × novacastelensis Fairb. & Gornall
- Saxifraga numidica Maire
- Saxifraga × obscura Gren. & Godr.
- Saxifraga odontophylla Wall. ex Sternb.
- Saxifraga omolojensis A.P.Khokhr.
- Saxifraga omphalodifolia Hand.-Mazz.
- fedelékes kőtörőfű (Saxifraga oppositifolia) L.
- Saxifraga oreophila Franch.
- Saxifraga osloensis Knaben
- Saxifraga ovczinnikovii Kamelin
- Saxifraga × padellae Brügger
- Saxifraga paiquensis J.T.Pan
- Saxifraga palpebrata Hook.f. & Thomson
- fürtös kőtörőfű (Saxifraga paniculata) Mill.
- Saxifraga paradoxa Sternb.
- Saxifraga pardanthina Hand.-Mazz.
- Saxifraga parkaensis J.T.Pan
- Saxifraga parnassifolia D.Don
- Saxifraga parnassiodes Regel & Schmalh.
- Saxifraga parva Hemsl.
- Saxifraga × patens Gaudin
- Saxifraga × paxii Engl. & Irmsch.
- Saxifraga pedemontana All.
- Saxifraga pellucida C.Y.Wu
- Saxifraga pentadactylis Lapeyr.
- Saxifraga peplidifolia Franch.
- Saxifraga peraristulata Mattf.
- Saxifraga perpusilla Hook.f. & Thomson
- Saxifraga petraea L.
- Saxifraga pilifera Hook.f. & Thomson
- Saxifraga × polita (Haw.) Link
- Saxifraga poluniniana Harry Sm.
- Saxifraga porophylla Bertol.
- Saxifraga × portae Stein
- Saxifraga portosanctana Boiss.
- Saxifraga praetermissa D.A.Webb
- Saxifraga pratensis Engl. & Irmsch.
- Saxifraga prattii Engl. & Irmsch.
- Saxifraga prenja Beck
- Saxifraga presolanensis Engl.
- Saxifraga × prietoi T.E.Díaz, Fern.Areces & Pérez Carro
- Saxifraga × prudhommei Aubin
- Saxifraga przewalskii Engl.
- Saxifraga × pseudocontinentalis T.E.Díaz, Fern.Areces & Pérez Carro
- Saxifraga pseudohirculus Engl.
- Saxifraga pseudolaevis Oett.
- Saxifraga pseudoparvula H.Chuang
- Saxifraga pubescens Pourr.
- Saxifraga pulchra Engl. & Irmsch.
- Saxifraga pulvinaria Harry Sm.
- Saxifraga punctulata Engl.
- Saxifraga punctulatoides J.T.Pan
- Saxifraga quadrifaria Engl. & Irmsch.
- Saxifraga × ramondii Luizet & Neyraut
- Saxifraga ramsarica Jamzad
- Saxifraga ramulosa Wall. ex Ser.
- Saxifraga × rayei Fairb. & Gornall
- Saxifraga × recoderi Fern.Areces, L.Villar & T.E.Díaz
- Saxifraga retusa Gouan
- Saxifraga reuteriana Boiss.
- Saxifraga × reyeri Huter
- Saxifraga rhodopetala Harry Sm.
- Saxifraga × richteri Luizet & Soulié
- Saxifraga rigoi Freyn ex Porta
- Saxifraga × rivas-martinezii T.E.Díaz, Fern.Areces & Pérez Carro
- Saxifraga rivularis L.
- Saxifraga rizhaoshanensis J.T.Pan
- Saxifraga rosacea Moench
- Saxifraga rotundifolia L.
- Saxifraga rotundipetala J.T.Pan
- Saxifraga roylei Harry Sm.
- Saxifraga rufescens Balf.f.
- Saxifraga rupicola Franch.
- Saxifraga saginoides Hook.f. & Thomson
- Saxifraga × saleixiana Gaussen & Lebrun
- Saxifraga × salmonica E.H.Jenkins
- Saxifraga sancta Griseb.
- Saxifraga sanguinea Franch.
- Saxifraga saxatilis Harry Sm.
- Saxifraga saxicola Harry Sm.
- Saxifraga saxorum Harry Sm.
- Saxifraga scardica Griseb.
- Saxifraga scleropoda Sommier & Levier
- Saxifraga sediformis Engl. & Irmsch.
- Saxifraga sedoides L.
- Saxifraga seguieri Biehler
- Saxifraga selemdzhensis Gorovoj & Vorosch.
- Saxifraga sempervivum K.Koch
- Saxifraga sendaica Maxim.
- Saxifraga serotina Sipliv.
- Saxifraga serpyllifolia Pursh
- Saxifraga serrula Harry Sm.
- Saxifraga sessiliflora Harry Sm.
- Saxifraga sheqilaensis J.T.Pan
- Saxifraga sherriffii Harry Sm.
- Saxifraga sibirica L.
- Saxifraga sibthorpii Boiss.
- Saxifraga sichotensis Gorovoj & N.S.Pavlova
- Saxifraga sieversiana Sternb.
- Saxifraga signata Engl. & Irmsch.
- Saxifraga signatella C.Marquand
- Saxifraga sikkimensis Engl.
- Saxifraga sinomontana J.T.Pan & Gornall
- Saxifraga smithiana Irmsch.
- Saxifraga × somedana Fern.Prieto & T.E.Díaz
- Saxifraga × sorianoi García Maroto & Gómez-Merc.
- Saxifraga × souliei H.J.Coste
- Saxifraga spathularis Brot.
- Saxifraga sphaeradena Harry Sm.
- Saxifraga spruneri Boiss.
- Saxifraga squarrosa Sieber
- Saxifraga staintonii Harry Sm.
- Saxifraga stella-aurea Hook.f. & Thomson
- Saxifraga stellariifolia Franch.
- Saxifraga stelleriana Merklein ex Ser.
- Saxifraga stenophylla Royle
- Saxifraga stolitzkae Duthie ex Engl. & Irmsch.
- indás kőtörőfű (Saxifraga stolonifera) Curtis
- Saxifraga stribrnyi (Velen.) Podp.
- Saxifraga strigosa Wall. ex Ser.
- Saxifraga styriaca Köckinger
- Saxifraga subaequifoliata Irmsch.
- Saxifraga subamplexicaulis Engl. & Irmsch.
- Saxifraga sublinearifolia J.T.Pan
- Saxifraga submonantha A.P.Khokhr. & Kuvaev
- Saxifraga subomphalodifolia J.T.Pan
- Saxifraga subsessiliflora Engl. & Irmsch.
- Saxifraga subspathulata Engl. & Irmsch.
- Saxifraga substrigosa J.T.Pan
- Saxifraga subternata Harry Sm.
- Saxifraga subtsangchanensis J.T.Pan
- Saxifraga subverticillata Boiss.
- Saxifraga × superba Rouy & E.G.Camus
- Saxifraga svalbardensis Øvstedal
- Saxifraga tangutica Engl.
- Saxifraga taraktophylla C.Marquand & Airy Shaw
- Saxifraga tatsienluensis Engl.
- Saxifraga taygetea Boiss. & Heldr.
- Saxifraga taylorii Calder & Savile
- Saxifraga tenella Wulfen
- Saxifraga tentaculata C.E.C.Fisch.
- Saxifraga terektensis Bunge
- Saxifraga thiantha Harry Sm.
- Saxifraga × thrinax Rech.
- Saxifraga tibetica Losinsk.
- Saxifraga tigrina Harry Sm.
- Saxifraga × tiroliensis A.Kern.
- Saxifraga tombeanensis Boiss. ex Engl.
- Saxifraga trabutiana Engl. & Irmsch.
- Saxifraga trautvetteri Manden.
- Saxifraga triaristulata Hand.-Mazz.
- Saxifraga tricrenata Pau & Font Quer
- Saxifraga tricuspidata Rottb.
- apró kőtörőfű (Saxifraga tridactylites) L.
- Saxifraga trifurcata Schrad.
- Saxifraga tsangchanensis Franch.
- Saxifraga × tukuchensis Bürgel
- Saxifraga umbellulata Hook.f. & Thomson
- árnyéki kőtörőfű (Saxifraga umbrosa) L.
- Saxifraga unguiculata Engl.
- Saxifraga unguipetala Engl. & Irmsch.
- Saxifraga uninervia J.Anthony
- Saxifraga × urbionica Losa
- Saxifraga vacillans Harry Sm.
- Saxifraga valdensis DC.
- Saxifraga valleculosa H.Chuang
- Saxifraga vandellii Sternb.
- Saxifraga vayredana Luizet
- Saxifraga × verguinii Luizet & Soulié
- Saxifraga versicallosa C.Y.Wu ex H.Chuang
- Saxifraga vespertina (Small) Fedde
- Saxifraga × vetteri Burnat
- Saxifraga × vetteriana Beauverd
- Saxifraga × vierhapperi Hand.-Mazz.
- Saxifraga virgularis Harry Sm.
- Saxifraga viridipetala Z.X.Zhang & Gornall
- Saxifraga viscidula Hook.f. & Thomson
- Saxifraga voroschilovii Sipliv.
- Saxifraga vulcanica Sipliv.
- Saxifraga vvedenskyi Abdull.
- tartós kőtörőfű (Saxifraga wahlenbergii) Ball
- Saxifraga wallichiana Sternb.
- Saxifraga wardii W.W.Sm.
- Saxifraga wenchuanensis T.C.Ku
- Saxifraga wendelboi Schönb.-Tem.
- Saxifraga werneri Font Quer & Pau
- Saxifraga × wettsteinii Brügger
- Saxifraga × wilczekii Verg. & Neyraut ex Luizet
- Saxifraga williamsii Harry Sm.
- Saxifraga xiaozhongdianensis J.T.Pan
- Saxifraga yarlungzangboensis J.T.Pan
- Saxifraga yezhiensis C.Y.Wu
- Saxifraga yoshimurae Miyabe & Tatew.
- Saxifraga yushuensis J.T.Pan
- Saxifraga × yvesii Neyraut & Verg. ex Luizet
- Saxifraga zayuensis T.C.Ku
- Saxifraga zhidoensis J.T.Pan
- Saxifraga zimmermannii Baehni
- Saxifraga × zimmeteri A.Kern.

A fentiekhez legalább még 2 mesterséges hibrid is tartozik:
- merevlevelű kőtörőfű (Saxifraga × apiculata) Engl.
- porcelán kőtörőfű (Saxifraga × urbium) D.A.Webb